# Mlyniv
Mlyniv (Ucraino: Млинів) è un centro abitato dell'Ucraina, situato nell'oblast' di Rivne.